# Ernest Matuszek

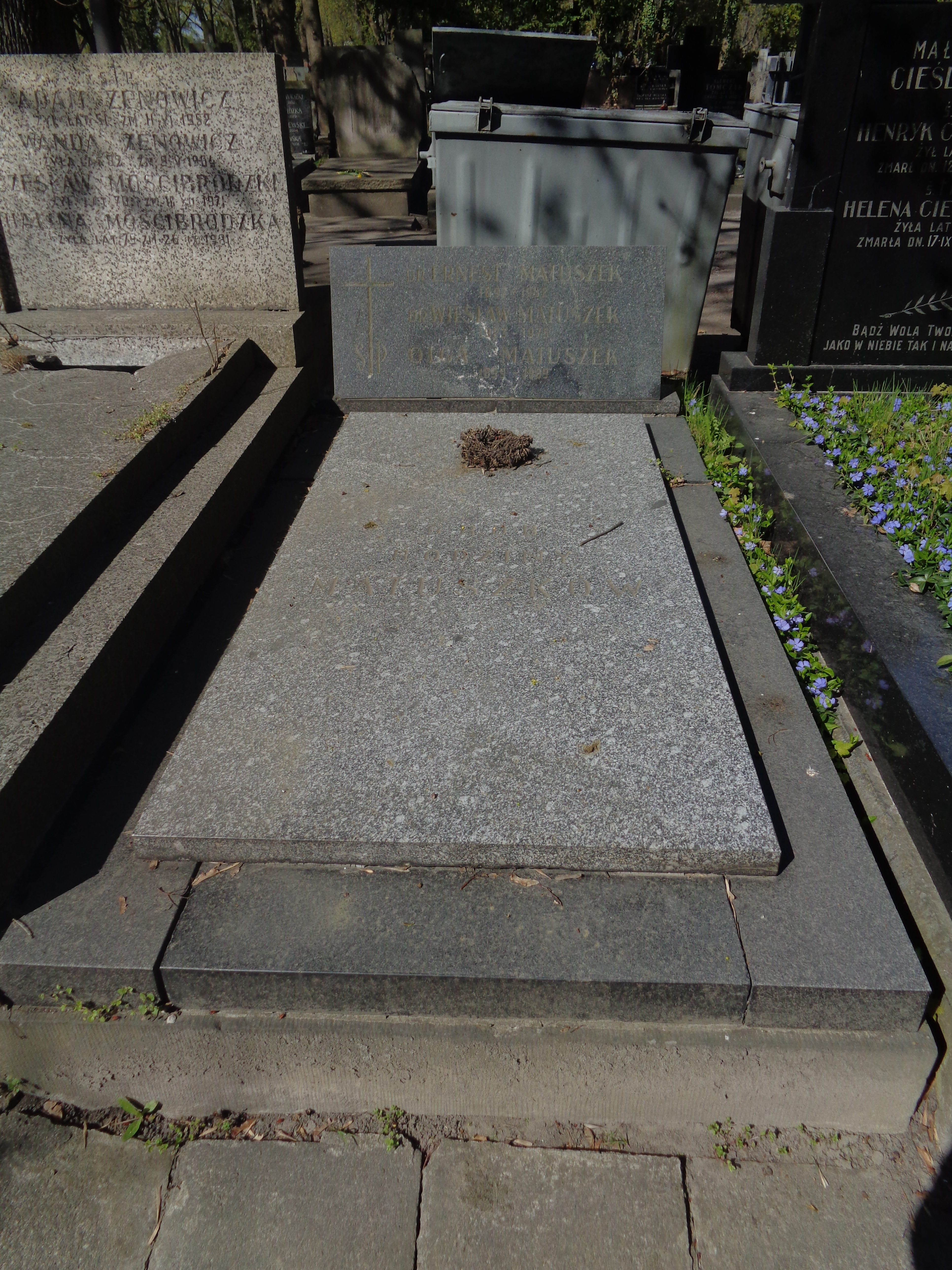
Grób Ernesta Matuszka na cmentarzu Powązkowskim

Ernest Matuszek (ur. 1897 w Rychwałdzie, zm. 1952 w Warszawie) – polski lekarz radiolog, powstaniec śląski, pracownik naukowy Uniwersytetu Warszawskiego.
Uczestnik wojny polsko-czechosłowackiej 1919, pracował wówczas w głównym punkcie opatrunkowym w Skoczowie. Brał udział w III powstaniu śląskim w służbach sanitarnych Grupy "Południe". Dyplom lekarski uzyskał w Krakowie (1927). Specjalizował się w dziedzinie radiologii w Szpitalu Ujazdowskim w Warszawie (1930-1932).
Po 1932 lekarz w Toruniu i Warszawie. Od 1938 komisarz Zakładu Ubezpieczeń Górników i Hutników w Karwinie. W czasie II wojny światowej przebywał w Warszawie. Po zakończeniu wojny pracownik naukowy Uniwersytetu Warszawskiego.
Jeden z pionierów polskiej radiografii stomatologicznej i pantomografii.
Redaktor "Polskiego Przeglądu Radiologicznego", autor podręcznika pt. "Zarys techniki rentgenowskiej".
Spoczywa na cmentarzu Powązkowskim w Warszawie (kwatera 110-5-22).